# Mato Arlović
Mato Arlović (Oštra Luka, 4. listopada 1952.) hrvatski je pravnik, sudac i zamjenik predsjednika Ustavnog suda Republike Hrvatske.

## Životopis
Diplomirao je na Pravnom fakultetu Sveučilišta Josipa Jurja Strossmayera u Osijeku 1979., na kojem od 1980. godine radi najprije kao asistent, pa znanstveni asistent te sveučilišni nastavnik. Na istom fakultetu stječe stupanj magistra 1982., te znanstveni stupanj doktora znanosti 2012. godine obranivši disertaciju pod naslovom "Pravo nacionalnih manjina u Republici Hrvatskoj/ustavnopravno uređenje i njihova proturječnost s ljudskim pravima i temeljnim slobodama". Pravosudni ispit je položio 1995.
Kao zastupnik iz reda SDP-a, biran je u Hrvatski Sabor uzastopno na svim izborima od 1990. do 2008. godine. U mandatu 1990. – 1992. bio je predsjednik Odbora za upravu i pravosuđe, predsjednik Komisije za Poslovnik Hrvatskog sabora i član Odbora za zakonodavstvo; u mandatu 1992. – 1995. bio je potpredsjednik i predsjednik Odbora za rad, zdravstvo i socijalnu politiku i član Odbora za zakonodavstvo; u mandatu 1995. – 1999. bio je predsjednik Odbora za pomorstvo i veze, član Odbora za zakonodavstvo, član Nacionalnog vijeća za vode te član Državnog povjerenstva za procjenu šteta od elementarnih nepogoda; u mandatu 2000. – 2003. obavljao je dužnost potpredsjednika Hrvatskog sabora, predsjednika Odbora za Ustav, Poslovnik i politički sustav, voditelja i člana stalnog izaslanstva Hrvatskog sabora u Skupštini Zapadnoeuropske unije, koordinatora rada Hrvatskog sabora i Vlade Republike Hrvatske; a u mandatu 2004. – 2007. bio je potpredsjednik Hrvatskog sabora, te voditelj stalnog izaslanstva Hrvatskog sabora u Skupštini Zapadnoeuropske unije.
Odlikovan je Ordenom rada sa srebrnim vijencem (odlikovanje SFRJ), Redom hrvatskog trolista za osobite zasluge za Republiku Hrvatsku stečene u ratu, Redom Danice hrvatske s likom Katarine Zrinske.
Njegov zastupnički mandat u Hrvatskom Saboru osvojen na Hrvatskim parlamentarnim izborima 2007. godine je prekinut zbog njegovog izbora za sudca Ustavnog suda Republike Hrvatske.